# United States Judo Federation

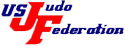
Logo de la fédération.

La United States Judo Federation (en français, fédération américaine de judo) est un organisme sans but lucratif destinée à la promotion du judo aux États-Unis. Son siège social est à Ontario, en Oregon. En 2007, la USJF organisait des tournois et compétitions dans au moins neuf États américains.
Une autre organisation américaine, USA Judo (en), est davantage axée sur la préparation d'athlètes pour les Jeux olympiques et tournois internationaux.

## Organisation
- Président : Kevin Asano
- Trésorier : Edward Hanashiro